# Рибні палички

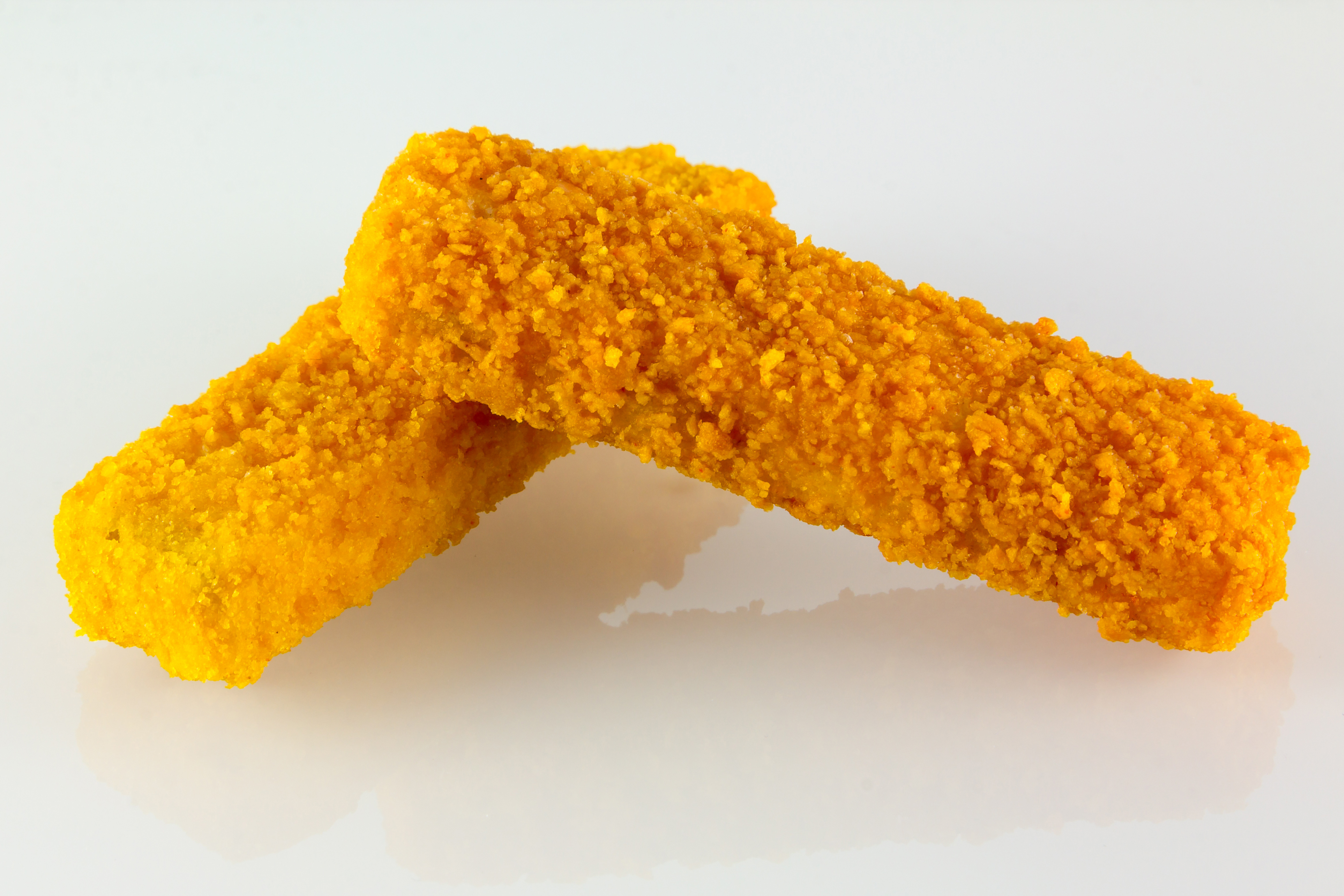
Заморожені рибні палички

Рибні палички — заморожений рибний кулінарний виріб у формі витягнутих брусочків, що готується з брикетів замороженого рибного філе, зазвичай тріски, в паніруванні. Рибні палички вперше з'явилися у Великій Британії в 1955 році і є дуже популярними в Європі як одна з небагатьох рибних страв, які охоче їдять діти . За даними видання Die Welt, середньостатистичний німець з'їдає по 23 рибні палички на рік.
При температурі брикетів в -8°C філе розпилюють на палички. Не розморожуючи, їх покривають шаром рідкого тіста і просіяними сухарями та негайно обсмажують в олії протягом однієї або півтори хвилини. Після охолодження обсмажені рибні палички пакують і заморожують до температури -18°C. У роздрібну торгівлю рибні палички надходять як продукт глибокого замороження. Рибні палички розігрівають і доводять до готовності у фритюрниці, на сковорідці або в духовій шафі. У порівнянні зі звичайним смаженим філе тріски рибні палички містять удвічі більше калорій.